# Tisbe lanci
Tisbe lanci är en kräftdjursart som beskrevs av Marcotte 1974. Tisbe lanci ingår i släktet Tisbe och familjen Tisbidae. Inga underarter finns listade i Catalogue of Life.